# العلاقات البليزية الغينية
العلاقات البليزية الغينية هي العلاقات الثنائية التي تجمع بين بليز وغينيا.

## مقارنة بين البلدين
هذه مقارنة عامة ومرجعية للدولتين:
| وجه المقارنة                                              | بليز         | غينيا       |
| --------------------------------------------------------- | ------------ | ----------- |
| المساحة (كم2)                                             | 22.97 ألف    | 245.86 ألف  |
| عدد السكان (نسمة)                                         | 374.68 ألف   | 12.72 مليون |
| الكثافة السكانية (ن./كم²)                                 | 16.31        | 51.74       |
| العاصمة                                                   | بلموبان      | كوناكري     |
| اللغة الرسمية                                             | لغة إنجليزية | لغة فرنسية  |
| العملة                                                    | دولار بليزي  | فرنك غيني   |
| الناتج المحلي الإجمالي (بليون دولار)                      | 1.84 مليار   | 10.50 مليار |
| الناتج المحلي الإجمالي (تعادل القوة الشرائية) بليون دولار | 3.05 مليار   | 15.24 مليار |
| الناتج المحلي الإجمالي الاسمي للفرد دولار أمريكي          | 4.88 ألف     | 531         |
| الناتج المحلي الإجمالي للفرد دولار أمريكي                 | 8.42 ألف     | 1.22 ألف    |
| مؤشر التنمية البشرية                                      | 0.715        | 0.411       |
| رمز المكالمات الدولي                                      | +501         | +224        |
| رمز الإنترنت                                              | .bz          | .gn         |
| المنطقة الزمنية                                           | 00           | 00          |

## منظمات دولية مشتركة
يشترك البلدان في عضوية مجموعة من المنظمات الدولية، منها:
| علم المنظمة | اسم المنظمة                                 | تاريخ انضمام بليز | تاريخ انضمام غينيا |
| ----------- | ------------------------------------------- | ----------------- | ------------------ |
|             | مؤسسة التنمية الدولية                       | 19 مارس 1982      | 26 سبتمبر 1969     |
|             | يونسكو                                      | 10 مايو 1982      | 2 فبراير 1960      |
|             | وكالة ضمان الاستثمار متعدد الأطراف          | 29 يونيو 1992     | 5 أكتوبر 1995      |
|             | الأمم المتحدة                               | 25 سبتمبر 1981    | 12 ديسمبر 1958     |
|             | مجموعة دول أفريقيا والكاريبي والمحيط الهادئ | ?                 | ?                  |
|             | الفريق المعني برصد الأرض                    | ?                 | ?                  |
|             | الاتحاد البريدي العالمي                     | ?                 | ?                  |
|             | البنك الدولي للإنشاء والتعمير               | 19 مارس 1982      | 28 سبتمبر 1963     |
|             | منظمة حظر الأسلحة الكيميائية                | ?                 | ?                  |
|             | مؤسسة التمويل الدولية                       | 19 مارس 1982      | 22 أكتوبر 1982     |
|             | منظمة التجارة العالمية                      | ?                 | 25 أكتوبر 1995     |
|             | منظمة الشرطة الجنائية الدولية               | ?                 | ?                  |

## وصلات خارجية
- موقع وزارة الخارجية البليزية